# Анилокс
Анилокс (также анилоксовый или растровый вал) — вал, использующийся во флексографии для переноса и дозирования краски на печатную форму. Он обладает такими характеристиками, как линиатура и удельная краскоемкость анилокса.
Линиатура — это количество ячеек на определенную площадь, например, на дюйм. Это звучит как: «240 линий на дюйм».
Удельной краскоемкостью анилокса оценивается количество подаваемой краски на единицу площади (В Европе площадь измеряется в см³/м²).
Также встречается термин краскоперенос — вес краски, которую анилокс передаст на определенную площадь поверхности (г/м²).